# Herb okręgu kowieńskiego

Herb okręgu kowieńskiego

Herb okręgu kowieńskiego przedstawia na tarczy o błękitnym skraju usianym dziesięcioma złotymi podwójnymi krzyżami jagiellońskimi, w polu czerwonym srebrną głowę byka ze złotym krzyżem pomiędzy rogami.
Herb został przyjęty 16 lipca 2003 r.
Autorem herbu jest Rolandas Rimkūnas.
Herb obwodu nawiązuje do  szesnastowiecznego (po 1530 r.) herbu Kowna.